# Plaka
Plaka (gr. Πλάκα) - historyczna część Aten, usytuowana u stóp Akropolu ponad starożytną agorą. Znajdują się tam XVIII-wieczne kamienice, kręte uliczki, restauracje i sklepy z pamiątkami. Zabytkowe budynki w tej części miasta stoją często na fundamentach pamiętających jeszcze czasy starożytności. Na Place działa też kilka muzeów.